# أمين مشرق
أمين يوسف معوض مشرق (1894- 1934) هو شاعر وكاتب لبناني من شعراء مدرسة المهجر ولد في قرية غرزوز (لبنان) عاش في لبنان، والولايات المتحدة الأمريكية (نيويورك) والإكوادور.تلقى دروسه الابتدائية في مدرسة غرزوز، ثم انتقل إلى المدرسة الأمريكية في طرابلس حتى حصل على الشهادة «الاستعدادية»، وقد حالت ظروفه المالية بينه وبين استكمال دراسته فهاجر إلى الولايات المتحدة عام 1914، وأقام بمدينة نيويورك عامين، ثم غادرها ليستقر في الإكوادور مشتغلاً بالتجارة. عاد إلى لبنان عام 1932 فتزوج ليعود إلى الإكوادور، وقد لقي حتفه في حادث سيارة وهو في الرابعة والأربعين من عمره. شارك في المناقشات التي أفضت لتأسيس الرابطة القلمية التي انتظم فيها نخبة أدباء المهجر الشمالي، في نيويورك، ولكنه غادر من أمريكا قبل تأسيس الرابطة.

## الإنتاج الشعري
ليس له ديوان، وقد نشر شعره في مجلة «الفنون» وجريدة «السائح» وغيرها مما كان يصدر من صحف عربية في المهجر، وشعره قليل.

## الأعمال الأخرى
له قصة قصيرة بعنوان: البطل، وله مقالات منشورة في صحف المهجر، لم يجمعها كتاب.
شعره ذاتي، صادر عن روح متوثبة وعقل قلق وفكر ثائر، ينعي على الضعفاء ضعفهم، ويطالب بنبذ القديم المتهالك وإقامة الجديد المفعم بالحياة مكانه.
في شعره تبدو مرآة نفسه بكل آلامها وأشواقها وطموحاتها وانطلاقات خيالها، فهو أحد النماذج المهجرية التي تبلورت فيها طبائع المرحلة، وانعكاسات الغربة، وأشواق الحنين.